# Aliocha Popovitch et Tougarine Zmeï
Série
Dobrynia Nikititch et Zmeï Gorynytch
(2006)
Pour plus de détails, voir Fiche technique et Distribution.
Aliocha Popovitch et Tougarine Zmeï  (Алёша Попович и Тугарин Змей) est un film d'animation russe réalisé par Konstantin Bronzit, sorti en 2004.

## Synopsis
L'histoire du bogatyr Aliocha Popovitch.

## Fiche technique
- Titre : Aliocha Popovitch et Tougarine Zmeï[1]
- Titre original : Алёша Попович и Тугарин Змей
- Réalisation : Konstantin Bronzit
- Scénario : Aleksandr Boyarskiy, Konstantin Bronzit, Ilia Maximov et Maksim Sveshnikov
- Musique : Valentin Vasenkov
- Montage : Konstantin Bronzit et Sergueï Glezine
- Production : Aleksandr Boyarskiy et Sergueï Selyanov
- Société de production : CTB Film Company et Melnitsa Animation Studio
- Pays :  Russie
- Genre : Animation, comédie romantique et film musical
- Durée : 76 minutes
- Dates de sortie : 
  - Russie : 23 décembre 2004

## Doublage
- Oleg Kulikovich : Aliocha Popovitch
- Liya Medvedeva : Lyubava
- Dmitriy Vysotskiy : Yuli (le cheval)
- Anatoliy Petrov : le grand-père Tikhon
- Natalya Danilova : le grand-mère
- Sergueï Makovetski : le prince de Kiev
- Ivan Krasko : Ivan / le pope
- Tatyana Ivanova : la mère
- Mikhail Chernyak : Moses (l'âne)
- Konstantin Bronzit : le tougarine

## Box-office
Le film a rapporté environ 700 000 dollars au box-office.